# Lista de árbitros de finais da Copa do Mundo FIFA
Este artigo traz uma lista com todos os nomes de árbitros de futebol que apitaram as partidas finais das Copas do mundo de Futebol.
A arbitragem na Copa do Mundo FIFA, nos jogos das Finais, contou com a participação de 15 árbitros da UEFA, 4 árbitros da CONMEBOL, 1 árbitro da CONCACAF e 1 árbitro da CAF, até a XXI edição (2018).

## Lista de Árbitros
| Edição | Ano  | Árbitro              | Estádio                              | Local            | Partida                        |
| ------ | ---- | -------------------- | ------------------------------------ | ---------------- | ------------------------------ |
| I      | 1930 | Jean Langenus        | Estádio Centenário                   | Montevidéu       | Uruguai 4 x 2 Argentina        |
| II     | 1934 | Ivan Eklind          | Estádio do Partido Nacional Fascista | Roma             | Itália 2 x 1 Checoslováquia    |
| III    | 1938 | Georges Capdeville   | Estádio Olímpico Yves-du-Manoir      | Colombes         | Itália 4 x 2 Hungria           |
| IV     | 1950 | George Reader        | Estádio do Maracanã                  | Rio de Janeiro   | Brasil 1 x 2 Uruguai           |
| V      | 1954 | William Ling         | Estádio Wankdorf                     | Berna            | Alemanha 3 x 2 Hungria         |
| VI     | 1958 | Maurice Guigue       | Estádio Råsunda                      | Solna            | Brasil 5 x 2 Suécia            |
| VII    | 1962 | Nikolay Latyshev     | Estádio Nacional de Chile            | Santiago         | Brasil 3 x 1 Checoslováquia    |
| VIII   | 1966 | Gottfried Dienst     | Estádio de Wembley                   | Londres          | Inglaterra 4 x 2 Alemanha      |
| IX     | 1970 | Rudi Glöckner        | Estádio Azteca                       | Cidade do México | Brasil 4 x 1 Itália            |
| X      | 1974 | Jack Taylor          | Estádio Olímpico de Munique          | Munique          | Alemanha 2 x 1 Holanda         |
| XI     | 1978 | Sergio Gonella       | Estádio Monumental de Núñez          | Buenos Aires     | Argentina 3 x 1 Holanda        |
| XII    | 1982 | Arnaldo César Coelho | Estádio Santiago Bernabéu            | Madrid           | Itália 3 x 1 Alemanha          |
| XIII   | 1986 | Romualdo Arppi Filho | Estádio Azteca                       | Cidade do México | Argentina 3 x 2 Alemanha       |
| XIV    | 1990 | Edgardo Codesal      | Estádio Olímpico de Roma             | Roma             | Alemanha 1 x 0 Argentina       |
| XV     | 1994 | Sándor Puhl          | Rose Bowl                            | Pasadena         | Brasil 0 (3) x (2) 0 Itália    |
| XVI    | 1998 | Said Belqola         | Stade de France                      | Saint-Denis      | França 3 x 0 Brasil            |
| XVII   | 2002 | Pierluigi Collina    | Estádio Internacional de Yokohama    | Yokohama         | Brasil 2 x 0 Alemanha          |
| XVIII  | 2006 | Horacio Elizondo     | Estádio Olímpico de Berlim           | Berlim           | Itália 1 (5) x 1 (4) França    |
| XIX    | 2010 | Howard Webb          | Soccer City                          | Joanesburgo      | Espanha 1 x 0 Holanda          |
| XX     | 2014 | Nicola Rizzoli       | Estádio do Maracanã                  | Rio de Janeiro   | Alemanha 1 x 0 Argentina       |
| XXI    | 2018 | Néstor Pitana        | Estádio Lujniki                      | Moscou           | França 4 x 2 Croácia           |
| XXII   | 2022 | Szymon Marciniak     | Estádio Nacional de Lusail           | Lusail           | Argetnina 3 (4) x 3 (2) França |

## Estatísticas e Curiosidades
| Pais            | Finais |
| --------------- | ------ |
| Inglaterra      | 4      |
| Itália          | 3      |
| Argentina       | 2      |
| Brasil          | 2      |
| França          | 2      |
| Alemanha        | 1      |
| Bélgica         | 1      |
| Hungria         | 1      |
| Marrocos        | 1      |
| México          | 1      |
| Suécia          | 1      |
| Suíça           | 1      |
| União Soviética | 1      |
| Polônia         | 1      |

- Arnaldo César Coelho foi o primeiro árbitro não-europeu a apitar uma decisão[1].
- Said Belqola foi o primeiro árbitro africano a apitar uma final de Copa do Mundo.
- Edgardo Codesal foi o primeiro árbitro com dupla nacionalidade a apitar uma final de Copa do Mundo. Nascido em 1951 no Uruguai, viajou ao México em 1980, mantendo contatos com a Federação Mexicana de Futebol para representar o país em competições nacionais e internacionais.[carece de fontes?]
- Edgardo Codesal foi o primeiro árbitro a expulsar um jogador numa final de Copa do Mundo. Aos 65 minutos, na final Alemanha e Argentina em 1990, Pedro Monzón derrubou Klinsmann. O atacante alemão exagerou na queda, mas realmente foi atingido com violência, o árbitro uruguaio-mexicano o advertiu com cartão vermelho.[2]
- Na final da Copa do Mundo de 1990, na Itália, o árbitro Edgardo Codesal cometeu uma gafe, ele esqueceu de olhar o tempo no relógio e deixou o primeiro tempo rolar até os 53 minutos. Para a sorte do juiz, não houve nenhum gol no período extra.[carece de fontes?]
- Mais detalhes em Arbitragem na Copa do Mundo FIFA.